# Cháni Aloïdon
Pour les articles homonymes, voir Chani (homonymie).
Cháni Aloïdon, en grec moderne : Χάνι Αλοΐδων, ou Cháni Aloḯdon, est un village du dème de Mylopótamos, en Crète, en Grèce. Selon le recensement de 2011, la population de Cháni Aloïdon compte 41 habitants. Il est situé à une altitude de 325 m et à une distance de 51 km de Réthymnon.